# Arda Kyrdżali
PFK Arda 1924 Kyrdżali (bułg. Професионален Футболен Клуб Арда 1924 Кърджали) – bułgarski klub piłkarski, mający siedzibę w mieście Kyrdżali, na południu kraju. Obecnie występuje w Pyrwa PFL.

## Historia
Chronologia nazw:
- 1924: Rodopski Sokoł Kyrdżali (bułg. Родопски Cокол (Кърджали))
- 193?: Arda Kyrdżali (bułg. Арда (Кърджали))
- 1945: DFS Minior Kyrdżali (bułg. Миньор (Кърджали))
- 1958: DFS Arda Kyrdżali (bułg. ДФC Арда (Кърджали))
- 1985: FK Arda Kyrdżali (bułg. ФК Арда (Кърджали))
- 2013: klub rozwiązano
- 2015: FK Arda Kyrdżali (bułg. ФК Арда (Кърджали))

Klub piłkarski Rodopski Sokoł został założony w miejscowości Kyrdżali 10 sierpnia 1924 roku. Później klub przyjął swoją obecną nazwę na cześć rzeki Arda - Arda Kyrdżali. W latach 1945–1957 zespół był znany jako Minior Kyrdżali, po czym ponownie stał się nazywać Arda Kyrdżali.
Od 1950, kiedy powstała "B" RFG (drugi poziom w systemie lig piłkarskich w Bułgarii), klub występował w drugiej lidze. W 1956 roku zespół zdobył drugie miejsce w tabeli grupy południowej, co jest najlepszym osiągnięciem klubu do dziś. W sezonie 1959/1960 drużyna dotarła do ćwierćfinału Pucharu Bułgarii, co jest dziś również najlepszym wynikiem w tym turnieju. W 1988 roku zespół był trzecim w klasyfikacji, ale w następnym sezonie 1988/89 zajął ostatnie 20.miejsce i spadł do "W" RFG. Potem grał na trzecim poziomie bułgarskiej piłki nożnej, dopóki z powodów finansowych nie został rozwiązany w roku 2013.
1 czerwca 2015 roku klub został odrodzony jako Arda Kyrdżali. W sezonie 2015/16 startował w "A" Obłastnej amatiorskej futbołnej grupie - Kyrdżali, zdobywając mistrzostwo i awansując do Tretej ligi. Pierwszy sezon w trzeciej lidze zakończył na 16.pozycji. W sezonie 2017/18 wygrał rozgrywki grupy południowo-wschodniej Tretej ligi i awansował do Wtorej ligi. W sezonie 2018/19 jako beniaminek zajął 3.miejsce ligowe i po barażach z Septemwri Sofia zdobył historyczny awans do Pyrwej profesionałnej futbołnej ligi.

## Barwy klubowe, strój
| Niebieski | Biały |

Klub ma barwy niebiesko-białe. Zawodnicy domowe spotkania zazwyczaj grają w niebieskich koszulkach, niebieskich spodenkach oraz niebieskich getrach.

## Sukcesy

### Trofea międzynarodowe
Nie uczestniczył w rozgrywkach europejskich (stan na 31-05-2019).

### Trofea krajowe
| \| \| Zdobyte trofea w rozgrywkach Bułgarii (stan na: 31-05-2019) \| |                                                             |      |                      |
| Rozgrywki                                                            | Osiągnięcie                                                 | Razy | Sezon(y)             |
| · Mistrzostwo                                                        | I miejsce                                                   | 0    |                      |
| · Mistrzostwo                                                        | II miejsce                                                  | 0    |                      |
| · Mistrzostwo                                                        | III miejsce                                                 | 0    |                      |
| · Mistrzostwo                                                        | ?.miejsce                                                   | 1    | 2019/20              |
| Puchar                                                               | zdobywca                                                    | 0    |                      |
| Puchar                                                               | finalista                                                   | 0    |                      |
| Puchar                                                               | ćwierćfinalista                                             | 1    | 1959/60              |
| II liga                                                              | I miejsce                                                   | 0    |                      |
| II liga                                                              | II miejsce                                                  | 1    | 1956 (gr.południowa) |
| II liga                                                              | III miejsce                                                 | 2    | 1987/88, 2018/19     |
| Bułgaria                                                             | Zdobyte trofea w rozgrywkach Bułgarii (stan na: 31-05-2019) |      |                      |

- Treta profesionałna futbołna liga (D3):
  - mistrz (1x): 2017/18 (gr.południowo-wschodnia)

## Poszczególne sezony

### Rozgrywki międzynarodowe

#### Europejskie puchary
Legenda do wszystkich tabel:
- Q – runda eliminacyjna, 1/16, 1/8, 1/4, 1/2 – odpowiednia faza rozgrywek, Grupa – runda grupowa, 1r gr – pierwsza runda grupowa, 2r gr – druga runda grupowa, F – finał, R – runda, PO – play-off
- k. – rzuty karne, los. – losowanie, Dogr. – dogrywka, w. – zasada bramek strzelonych na wyjeździe

| Sezon   | Rozgrywki               | Runda | Klub              | Dom | Wyjazd | Ogólnie     |
| ------- | ----------------------- | ----- | ----------------- | --- | ------ | ----------- |
| 2021/22 | Liga Konferencji Europy | 2Q    | Hapoel Beer Szewa | 0–2 | 0–4    | 0–6         |
| 2025/26 | Liga Konferencji        | 2Q    | HJK Helsinki      | 0–0 | 2–2    | 2–2, k: 4–3 |
| 2025/26 | Liga Konferencji        | 3Q    | Žalgiris Kowno    | 2–0 | 1–0    | 3–0         |
| 2025/26 | Liga Konferencji        | PO    | Raków Częstochowa | –   | –      | –           |

### Rozgrywki krajowe
| \| Bułgaria \| Bilans występów klubu w rozgrywkach piłkarskich Bułgarii (Stan na 31 maja 2019 r.) \| \| |                                                                                    |        |       |   |   |   |    |    |     |                      |        |        |      |
| Poziom                                                                                                  | Rozgrywki                                                                          | Sezony | Mecze | Z | R | P | B+ | B– | Pkt | Lata                 | Awanse | Spadki | Naj. |
| I | Pyrwa profesionałna futbołna liga                                                  | 1      |       |   |   |   |    |    |     | od 2019              | 0      | 0      | ?    |
| II | B RFG / Wtora profesionałna futbołna liga                                          | ?      |       |   |   |   |    |    |     | 1950–1989, 2018/19   | 1      | 1      | 2    |
| III | W RFG / W PFG / Treta profesionałna futbołna liga                                  | ?      |       |   |   |   |    |    |     | 1989–2013, 2016–2018 | 1      | 1      | 1    |
| IV | Obłastna amatiorska futbołna grupa - Kyrdżali                                      | 1      |       |   |   |   |    |    |     | 2015/16              | 1      | 0      | 1    |
| | Puchar                                                                             | 1      |       |   |   |   |    |    |     | 1953–2013, od 2015   |        |        | 1/4  |
| Bułgaria                                                                                                | Bilans występów klubu w rozgrywkach piłkarskich Bułgarii (Stan na 31 maja 2019 r.) |        |       |   |   |   |    |    |     |                      |        |        |      |

## Piłkarze i trenerzy klubu

### Piłkarze

#### Reprezentanci kraju grający w klubie
- Iwajło Dimitrow
- Michaił Aleksandrow
- Radosław Wasilew
- Spas Delew
- Ilias Hassani
- Rumian Howsepian
- Darko Glisziḱ
- Alie Sesay

Pogrubieniem wyróżniono obecnych zawodników drużyny.

## Struktura klubu

### Stadion
Klub piłkarski rozgrywa swoje mecze domowe na Arena Arda w mieście Kyrdżali, który może pomieścić 15 000 widzów.

### Inne sekcje
Klub prowadzi drużyny dla dzieci i młodzieży w każdym wieku. 

### Sponsorzy
Sponsorem technicznym jest amerykańska firma Nike. Sponsorem głównym są firmy Efbet i Pytctrojinżenerin.

## Kibice i rywalizacja z innymi klubami

### Rywalizacja
Największymi rywalami klubu są inne zespoły z okolic.

### Derby
- FK Chaskowo 2009
- Rodopa Smolan